# Sisegő füzike
A sisegő füzike (Phylloscopus sibilatrix) a madarak osztályának verébalakúak (Passeriformes) rendjébe és a füzikefélék (Phylloscopidae) családjába tartozó faj.

## Előfordulása
Európában és Ázsia nyugati részén él, telelni Afrikában vonul. Zárt koronájú bükkösök madara, de a tűlevelű erdőkben is megtalálható.

## Megjelenése
Hossza 12 centiméter, szárnyfesztávolsága 19–24 centiméter, testtömege 8–12 gramm. Tollazata felül sárgásbarna, alul fehér.

## Életmódja
Rovarokból, azok petéiből és lárvaiból áll a tápláléka, melyet a lombkoronában keresgél.

## Szaporodása
A talajra a tojó egyedül készíti fűszálakból gömb alakú fészket. Fészekalja 5-6 tojásból áll, melyen 12-13 napig kotlik. Egy évben általában egyszer költ.
|  |

## Kárpát-medencei előfordulása
Magyarországon rendszeres fészkelő, gyakori fajnak számít.

## Védettsége
Magyarországon védett, természetvédelmi értéke 25 000 Ft.